# Brunkebergstorg
Brunkebergstorg est une place du quartier de Norrmalm à Stockholm en Suède.

## Présentation
Brunkebergstorg est une place dans le centre-ville de Stockholm.
Au XIXème siècle, la place était bordée de logements à la mode, mais au début du XXe siècle, elle a été transformée en immeubles de bureaux et est devenue l'un des centres commerciaux de Norrmalm.
Lors du renouvellement urbain du quartier de Klarakvarteren dans les années 1960, presque tous les bâtiments anciens autour de la place ont été démolis.
Aujourd'hui, la place est dominée par des institutions financières telles que la Riksbankshuset.

## Histoire

### De 1960 à 2010
Le règlement Norrmalm des années 1960 dans l'ancien Klarakvarteren a presque complètement changé le caractère de la place.
Le concours d'architecture pour un nouveau centre culturel et un bâtiment de la banque de Suède, organisé par la ville de Stockholm et la banque de Suède, a été remporté par Peter Celsing.
L'idée était que le bâtiment monumental de la banque de Suède, situé le long du côté nord de la place, donnerait le ton au nouveau développement.
Les îlots urbains autour de la place ont été démolis et sont souvent restés vides pendant plusieurs années en attendant que les parties intéressées s'engagent à ériger un nouveau bâtiment.
La banque Sparbankernas a construit son nouveau siège social, qui occupait tout le côté oriental de la place avec la propriété Trollhättan 33.
Le côté ouest a également été modifié avec de nouveaux bâtiments. Lors de la construction du tunnel Klara, tout le quartier de Wahrenberg a été rasé et un nouveau commissariat de police a été construit au 10 Wahrenberg. L'hôtel Sergel Plaza (rebaptisé Downtown Camper par Scandic en 2017) a remplacé le Gillet. Le bâtiment de la Nordstjernan Life Insurance Company (Brunkhalsen 5) a longtemps été menacé de démolition, mais il est aujourd'hui le seul bâtiment restant autour de la place datant d'avant les années 1960,.

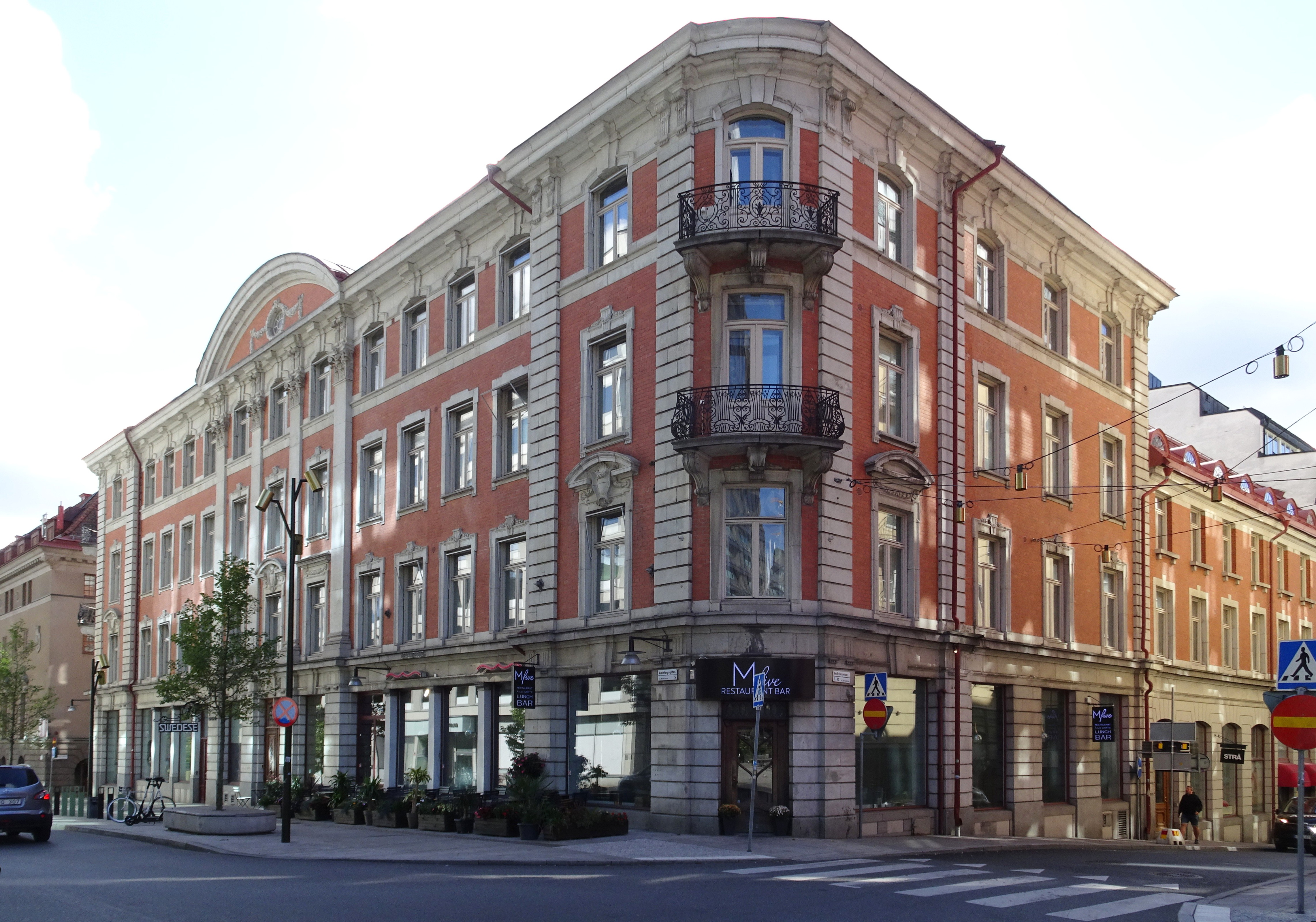
Brunkhalsen 5, 2020.
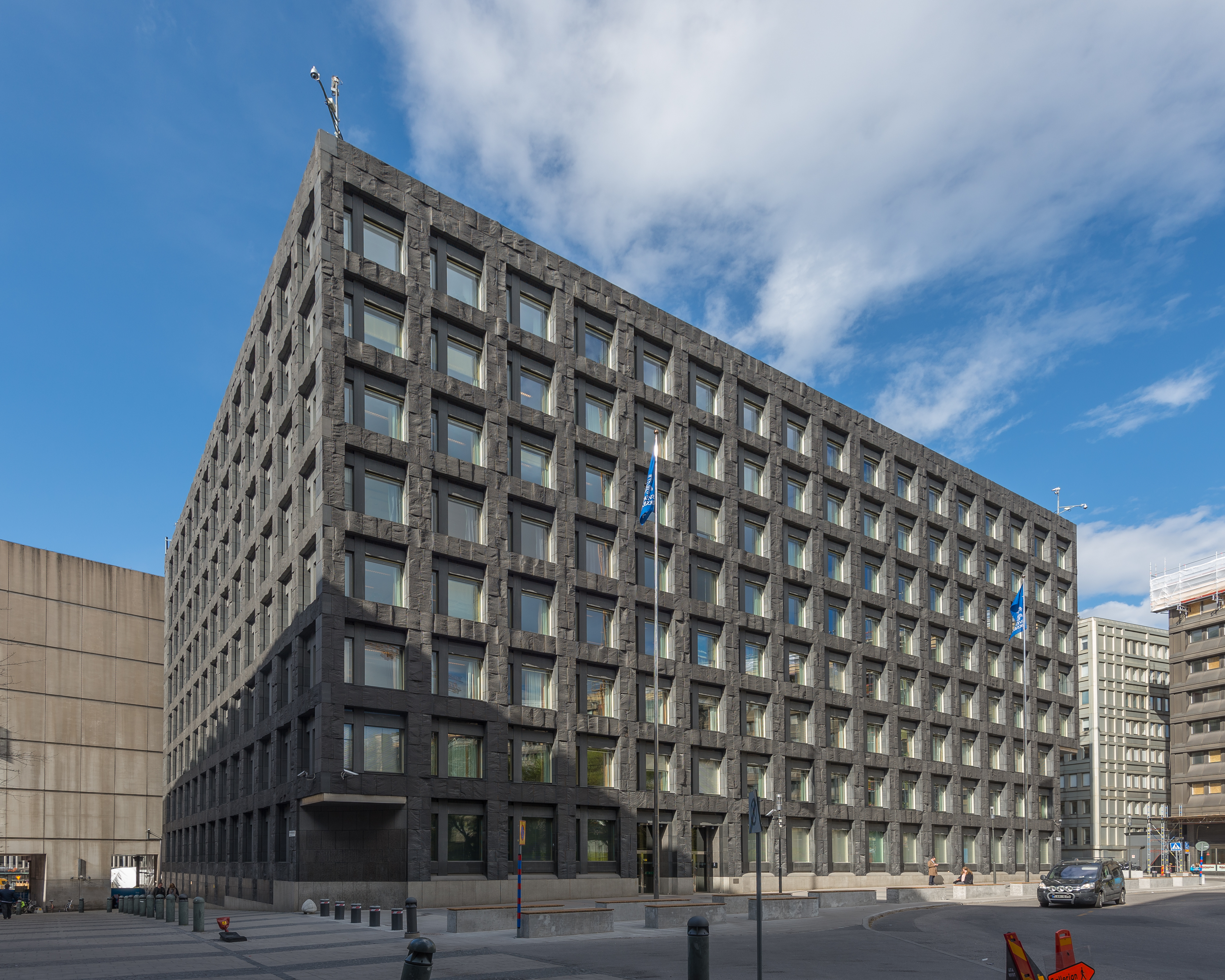
Riksbankshuset, 2015
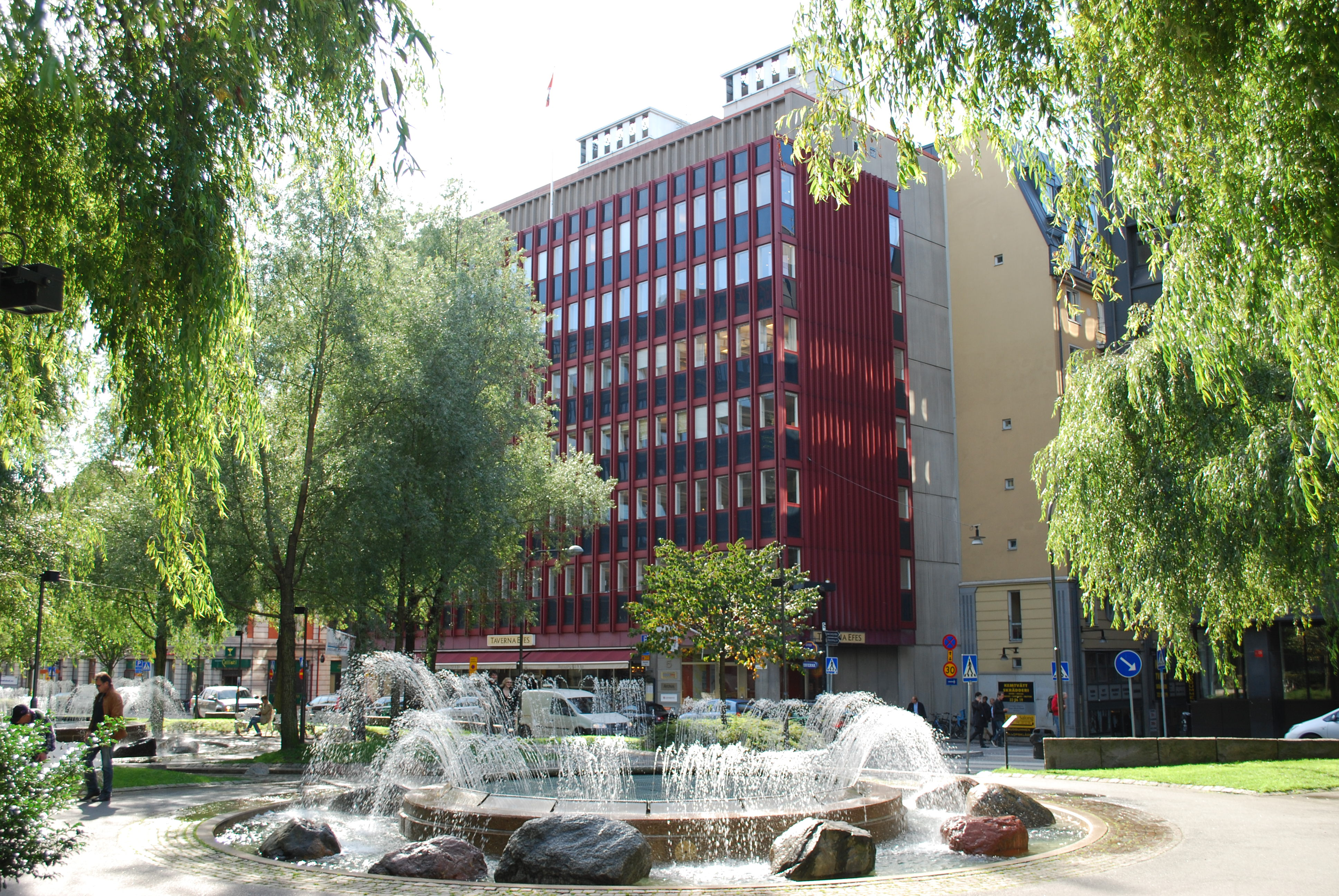
Wahrenberg 10, 2009
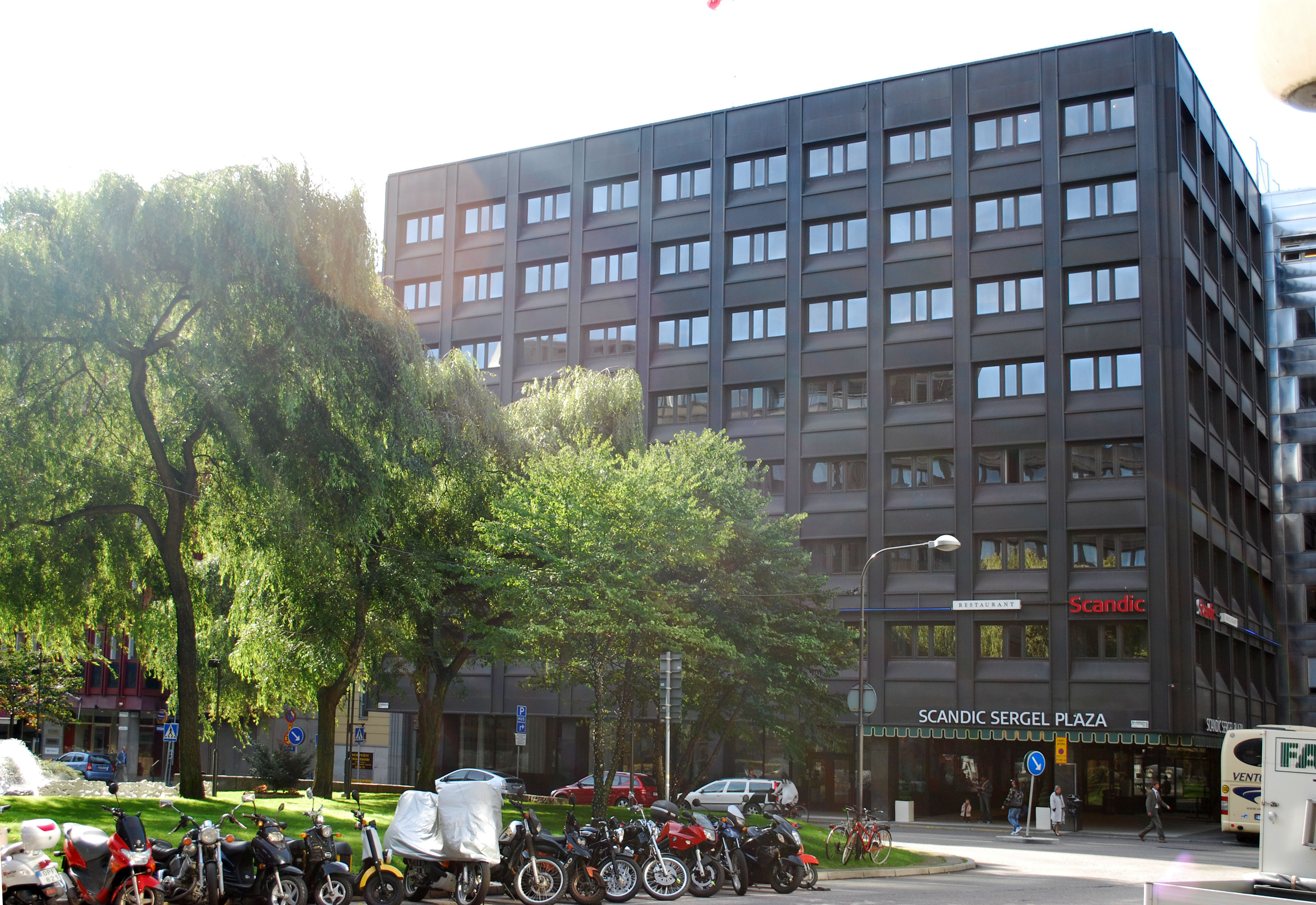
Sergel Plaza, 2009

### Depuis 2010
En 2010, la ville de Stockholm a présenté un plan pour un nouveau Brunkebergstorg. En collaboration avec AMF Fastigheter et Stena Fastigheter, la ville de Stockholm a rénové Brunkebergstorg pour créer un meilleur lieu de rencontre au cœur de la ville.
Le projet comprend, entre autres, 100 nouveaux logements, de nouveaux lieux culturels et un rafraîchissement de la place avec de l'espace pour de nouveaux magasins et restaurants.
Les plans ont été conçus par le cabinet d'architectes Ahrbom & Partner, et le changement a été achevé en août 2017 lorsque la « nouvelle place » a été inaugurée par les conseillers municipaux Daniel Helldén et Karin Wanngård.
Les fontaines des années 1960 de l'architecte David Helldén n'existent plus.
Elles ont été remplacées par des fontaines et des cerisiers offerts par le gouvernement japonais ont été remplacés par de nouvelles jardinières avec des magnolias.
La place a été conçue par les architectes paysagistes Åsa Drougge, Nivå Landscape Architecture, et Kristina Menyes Nyman, de la ville de Stockholm, et a reçu le Stenpriset en 2017.

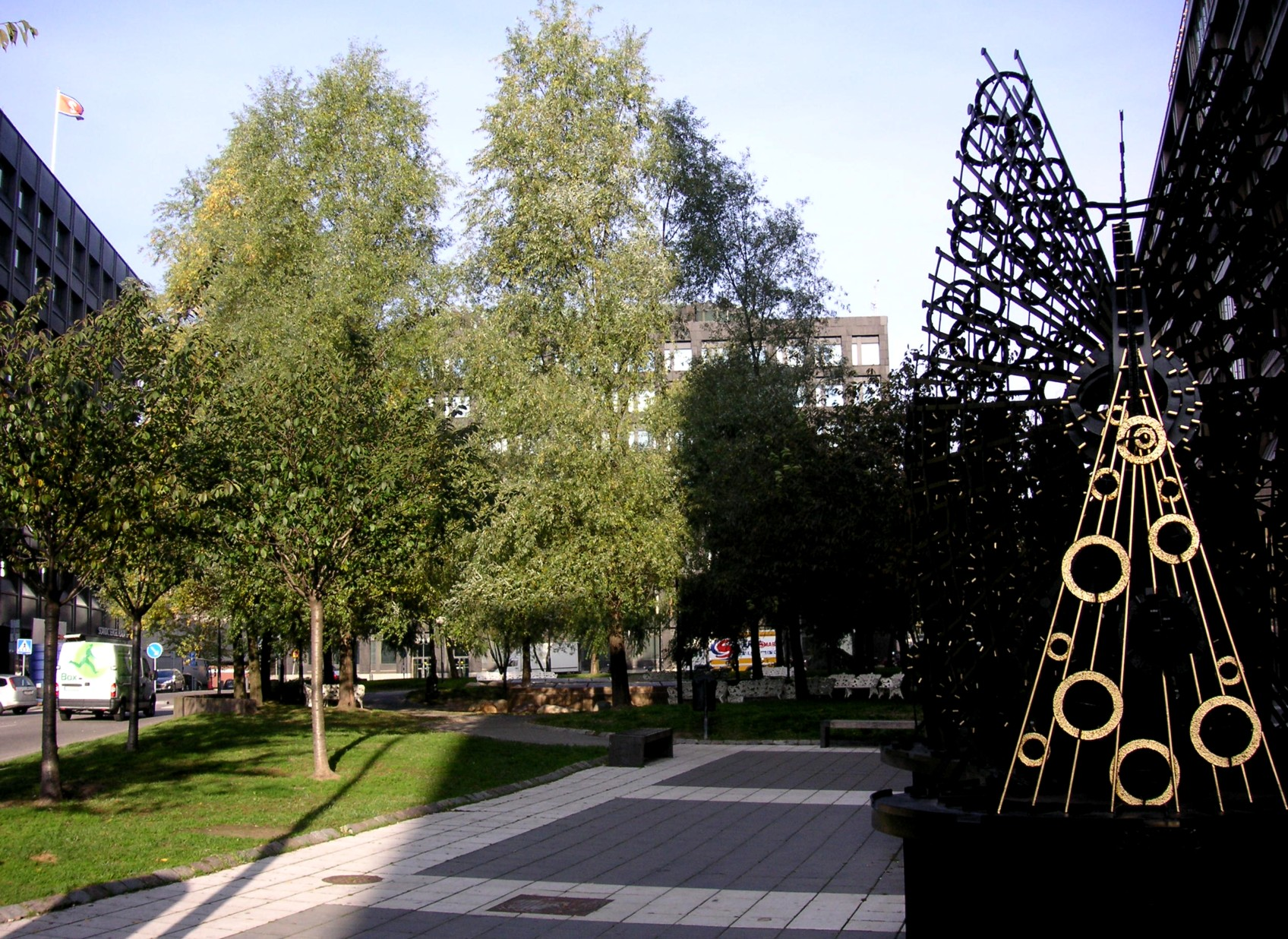
Brunkebergstorg vers le nord, 2007
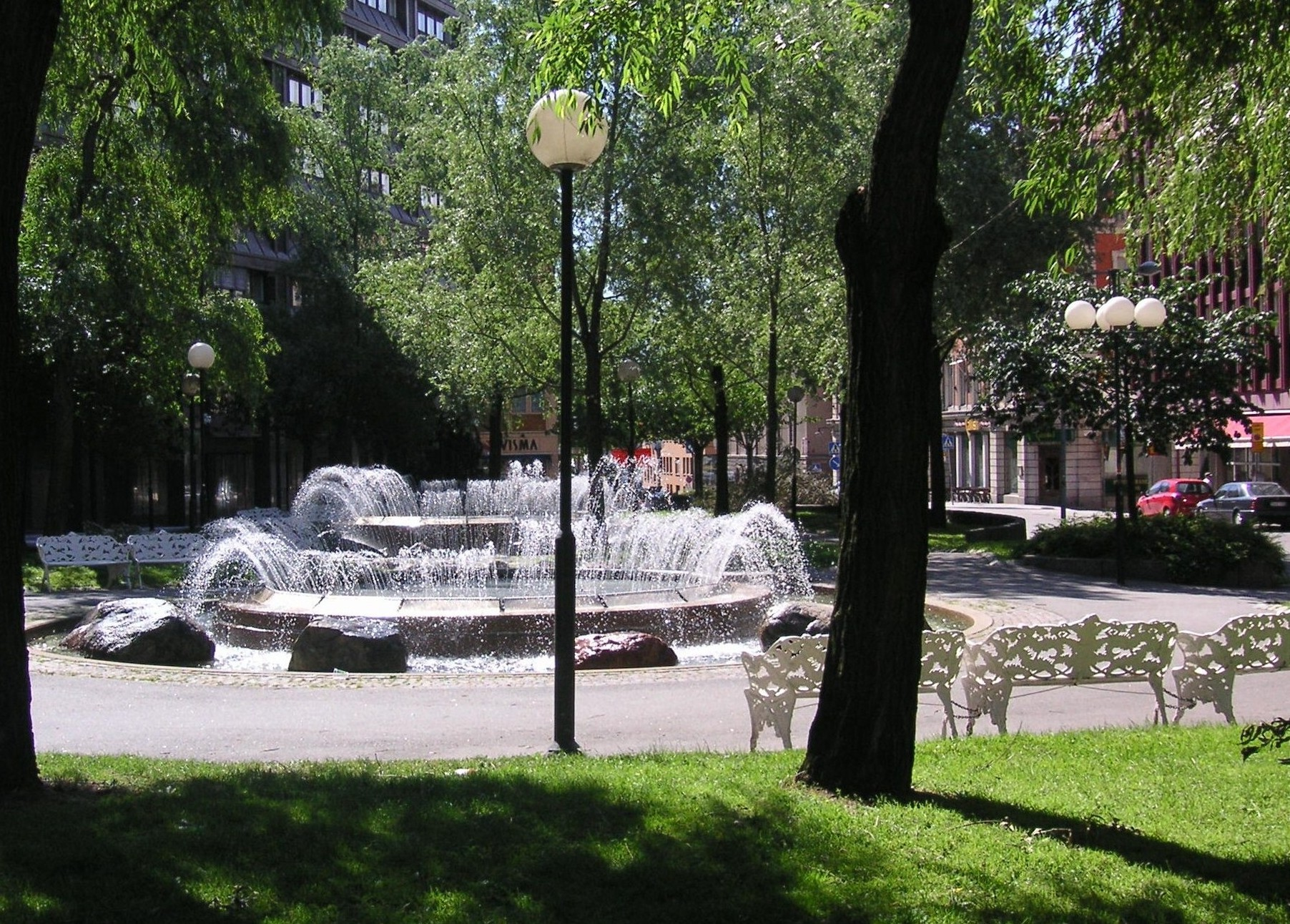
Brunkebergstorg vers le sud, 2008
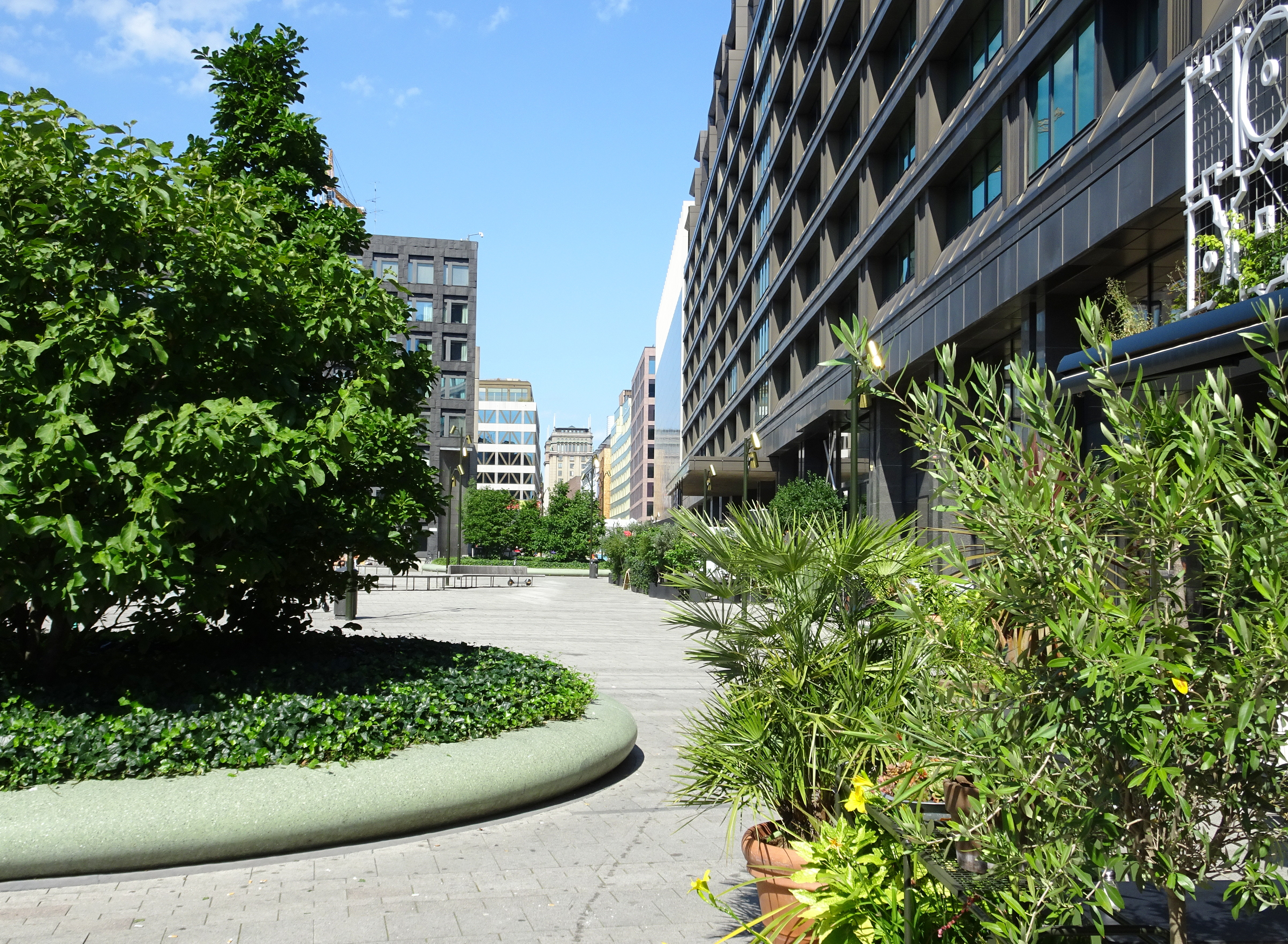
Brunkebergstorg vers le nord, 2020
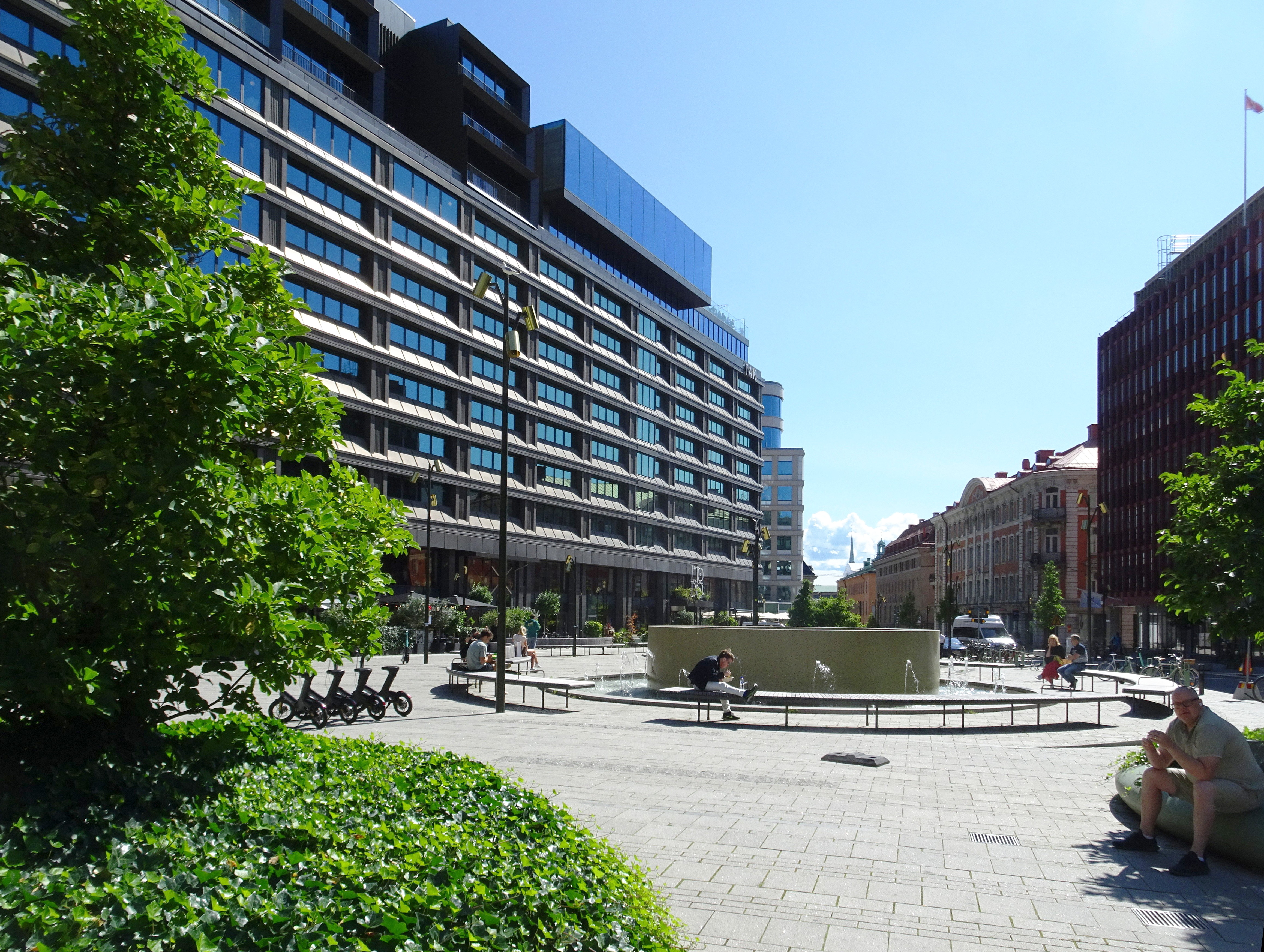
Brunkebergstorg vers le sud, 2020